# دستیار گوگل
دستیار گوگل ((به انگلیسی: Google Assistant)) یک دستیار مجازی هوش مصنوعی است که توسط شرکت گوگل توسعه یافته و به‌طور ویژه برای موبایل‌ها و دستگاه‌های خانه هوشمند طراحی شده است. این نرم‌افزار برای اولین بار در سال 2016 معرفی شد و از آن زمان به یکی از محبوب‌ترین دستیارهای مجازی در جهان تبدیل شده است. مزیت اصلی دستیار گوگل نسبت به نسخه قبلی این فناوری، یعنی «گوگل نو» (Google Now)، توانایی انجام مکالمات دوطرفه و تعاملی است. این ویژگی باعث شده تا تجربه کاربری به مراتب طبیعی‌تر و کارآمدتر از قبل باشد. دستیار گوگل به 42 زبان مختلف پشتیبانی می‌کند، اما هنوز از زبان فارسی پشتیبانی نمی‌کند، هرچند که گوگل در حال کار بر روی افزودن زبان‌های بیشتر به این پلتفرم است.

## ورودی و قابلیت‌های دستیار مجازی گوگل
روش اصلی تعامل با دستیار گوگل از طریق صدای طبیعی است، هرچند که از ورودی صفحه‌کلید نیز پشتیبانی می‌کند.
دستیار گوگل قادر به انجام موارد زیر است:
1. اعلام وضعیت آب و هوا  دستیار گوگل می‌تواند وضعیت آب و هوا را به‌روز و دقیق اعلام کند. شما می‌توانید از او بپرسید که در حال حاضر وضعیت آب و هوا چگونه است یا پیش‌بینی وضعیت آب و هوا برای روزهای آینده را دریافت کنید.
2. ارائه دستورات مربوط به تهیه غذا  دستیار گوگل می‌تواند دستورالعمل‌های آشپزی را جستجو کند و به شما کمک کند تا غذاهای مختلف را آماده کنید. علاوه بر این، می‌تواند زمان پخت غذاها را مدیریت کند.
3. مدیریت ساعات کاری و برنامه‌ریزی روزانه  دستیار گوگل می‌تواند به شما در مدیریت برنامه‌های روزانه کمک کند، مثل یادآوری جلسات، تعیین زمان برای کارهای مختلف یا تنظیم ساعت‌ها برای انجام وظایف.
4. مشاهده تصاویر از دوربین‌های امنیتی برای پیش‌نمایش خانه  اگر از دوربین‌های امنیتی خانه هوشمند استفاده می‌کنید، می‌توانید از دستیار گوگل برای مشاهده تصاویر زنده یا پیش‌نمایش آن‌ها استفاده کنید. این قابلیت به شما این امکان را می‌دهد تا به‌راحتی وضعیت امنیتی خانه را بررسی کنید.
5. اعلام وضعیت ترافیک بین دو نقطه  با استفاده از این قابلیت، دستیار گوگل می‌تواند وضعیت ترافیک و زمان سفر بین دو مکان مختلف را به شما بگوید، که این برای برنامه‌ریزی مسیرها و جلوگیری از ترافیک‌های سنگین بسیار مفید است.
6. یادآوری و مدیریت یادآورها  شما می‌توانید از دستیار گوگل بخواهید تا یادآورهایی برای انجام کارهای خاص تنظیم کند. مثلاً "یادآوری کن که ساعت 5 با علی تماس بگیرم" یا "یادآوری کن که دارویم را بخورم."
7. اعلام رویدادهای تقویمی  دستیار گوگل می‌تواند شما را از رویدادهای تقویمی و قرارهای مختلف آگاه کند. کافی است از او بپرسید که چه رویدادهایی در روزهای آینده دارید تا به‌طور خودکار این اطلاعات را به شما نمایش دهد.
8. رزرو بلیط وسایل نقلیه (مثل پروازها یا قطارها)  دستیار گوگل می‌تواند در جستجوی بلیط‌های پرواز، قطار یا اتوبوس به شما کمک کند و شما را به وب‌سایت‌های رزرو هدایت کند. این ویژگی می‌تواند فرایند رزرو بلیط‌ها را سریع‌تر و راحت‌تر کند.
9. انجام مکالمات دوطرفه با کاربر  برخلاف نسخه‌های قدیمی‌تر دستیار گوگل که فقط پاسخ‌های کوتاه و ثابت می‌دادند، دستیار گوگل می‌تواند مکالمات پیچیده‌تر و تعاملی‌تر را انجام دهد. این به شما اجازه می‌دهد با او به‌طور طبیعی صحبت کنید.
10. اطلاع از وضعیت بازی‌ها و مسابقات  دستیار گوگل می‌تواند نتایج زنده مسابقات ورزشی را برای شما نمایش دهد، شما می‌توانید از او بپرسید که یک تیم خاص چه وضعیتی دارد یا نتیجه یک مسابقه چگونه بوده است.
11. انجام محاسبات ریاضی  دستیار گوگل می‌تواند محاسبات ریاضی ساده و پیچیده را برای شما انجام دهد. کافی است بگویید "25 ضرب در 9" و بلافاصله جواب را دریافت خواهید کرد.
12. ترجمه زبان‌ها (با محدودیت‌هایی در زبان فارسی)  دستیار گوگل می‌تواند جملات یا کلمات را بین زبان‌های مختلف ترجمه کند. این ویژگی بسیار مفید است، اما همچنان زبان فارسی از آن پشتیبانی نمی‌شود، که گوگل در حال کار بر روی آن است.
13. تبدیل نرخ ارز  دستیار گوگل می‌تواند نرخ ارزها را به‌روز به شما نشان دهد. مثلاً "یک دلار چقدر تومان است؟" و به سرعت تبدیل ارز را برای شما انجام می‌دهد.
14. جستجو در اینترنت و ارائه نتایج  این ویژگی به شما امکان می‌دهد هرگونه سوالی را از دستیار گوگل بپرسید و او پاسخ‌های مرتبط را از منابع مختلف اینترنت به شما ارائه دهد.
15. جستجوی تصاویر  اگر به دنبال تصویری خاص باشید، دستیار گوگل می‌تواند تصاویر مرتبط با جستجوی شما را پیدا کرده و نمایش دهد.
16. جستجو و پاسخ از وب  علاوه بر جستجوی ساده، دستیار گوگل می‌تواند پاسخ‌های دقیق‌تری از وب ارائه دهد، مانند نتایج خاص یک تحقیق یا اطلاعات دقیق در مورد یک موضوع خاص.
17. پخش موسیقی  دستیار گوگل می‌تواند موسیقی‌های دلخواه شما را از سرویس‌های مختلف پخش کند. کافی است بگویید "پخش موسیقی از فلان خواننده" یا "موسیقی آرام‌بخش پخش کن."
18. خواندن متن‌های موسیقی  این قابلیت به شما این امکان را می‌دهد که متن آهنگ‌ها را بشنوید یا حتی از او بخواهید که شعر یک ترانه خاص را برایتان بخواند.
19. اعلام اخبار روز  دستیار گوگل می‌تواند اخبار روز و مهم‌ترین اتفاقات دنیا را به‌روز به شما اعلام کند. کافی است از او بپرسید "اخبار امروز رو بگو" یا "آخرین اخبار دنیا چی هست؟"
20. استفاده از گوگل پادکست  این دستیار می‌تواند پادکست‌های مختلف را برای شما پیدا کرده و پخش کند، مثلاً اگر به دنبال پادکستی در مورد تکنولوژی هستید، می‌توانید از او بخواهید که آن را برایتان پیدا کند.
21. سرگرمی و بازی‌های مختلف  برای گذراندن وقت یا تفریح، دستیار گوگل بازی‌های مختلفی را پیشنهاد می‌کند. از معماها گرفته تا بازی‌های ساده و سرگرم‌کننده.
22. ارائه اطلاعات جالب در مورد حیوانات  این قابلیت می‌تواند شما را با حقایق جالب و آموزنده در مورد حیوانات مختلف آشنا کند.
23. یاد دادن چیزهای جدید به دستیار  شما می‌توانید به دستیار گوگل چیزهای جدیدی یاد بدهید، مثلاً اگر او به یک سوال خاص پاسخ اشتباهی داد، می‌توانید اصلاحات را وارد کرده و به او آموزش دهید.
24. زمان‌بندی و تنظیم هشدار برای وقایع مختلف  دستیار گوگل می‌تواند برای شما یادآورهای خاصی تنظیم کند و برای وقایع مختلف هشدار دهد، مثلاً برای یک قرار مهم یا یک رویداد خاص.
25. تنظیمات سخت‌افزاری روی دستگاه کاربر  این ویژگی به شما این امکان را می‌دهد که تنظیمات دستگاه‌های مختلف خود را از طریق دستیار گوگل تغییر دهید، مثل روشن کردن یا خاموش کردن بلوتوث، تنظیم روشنایی صفحه و غیره.
26. نمایش اطلاعات حساب کاربری گوگل  دستیار گوگل می‌تواند اطلاعات مربوط به حساب کاربری شما را نمایش دهد، مثل ایمیل‌ها، یادآورها، یا اطلاعات مرتبط با تقویم و حساب‌های دیگر.
27. تشخیص اشیاء و جمع‌آوری اطلاعات  دستیار گوگل می‌تواند از دوربین دستگاه برای شناسایی اشیاء استفاده کند و به شما اطلاعاتی در مورد آن‌ها بدهد.
28. استفاده از دوربین برای شناسایی اشیاء  دستیار گوگل از طریق دوربین تلفن همراه شما می‌تواند اشیاء مختلف را شناسایی کند و شما را در مورد آن‌ها راهنمایی کند.
29. پشتیبانی از خرید آنلاین محصولات  دستیار گوگل می‌تواند به شما کمک کند تا محصولات را جستجو کرده و آن‌ها را از وب‌سایت‌های مختلف خریداری کنید.
30. امکان ارسال و دریافت پول  این قابلیت به شما این امکان را می‌دهد که از طریق سرویس‌های مختلف مانند Google Pay، پول ارسال کرده یا دریافت کنید.
31. توانایی شناسایی آهنگ‌ها و ترانه‌ها  اگر یک آهنگ را بشنوید و بخواهید بدانید که نام آن چیست، دستیار گوگل می‌تواند آهنگ را شناسایی کرده و نام آن را به شما بگوید.

## تاریخچه «دستیار گوگل»

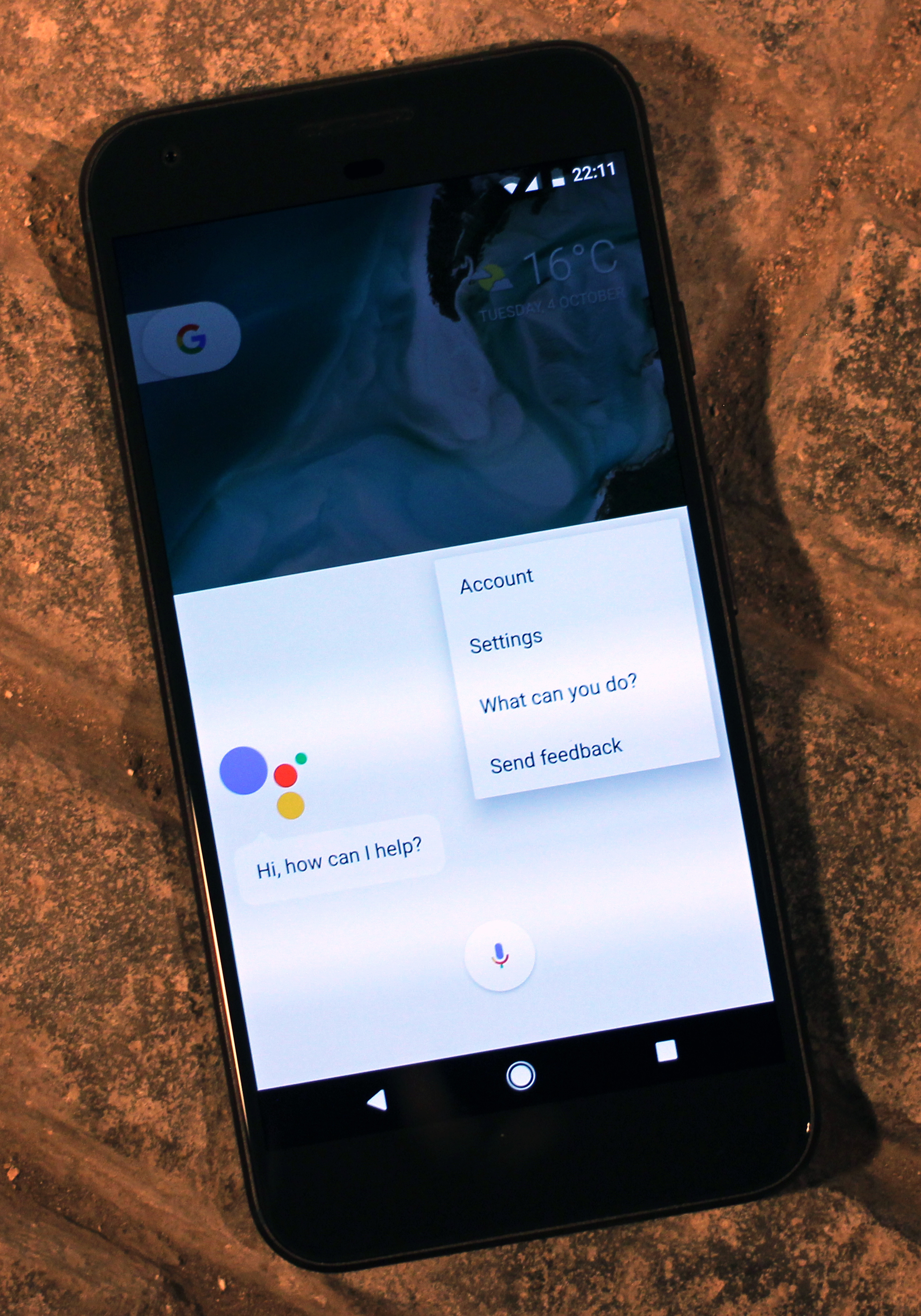
یک گوشی مجهز به دستیار گوگل

دستیار گوگل در ماه مه ۲۰۱۶ در برنامه پیام‌رسان گوگل به نام «گوگل الو»» و بلندگوی هوشمند «گوگل هوم» که با صدا فعال‌سازی می‌شد، معرفی گردید. در ابتدا، این دستیار تنها روی  موبایل‌های هوشمند پیکسل عرضه شد. سپس در فوریه ۲۰۱۷، استقرار آن روی دستگاه‌های اندرویدی شروع گردید و شامل تلفن‌های هوشمند شخص ثالث و دستگاه‌های پوشیدنی اندروید نیز می‌شد. در ماه مه ۲۰۱۷، دستیار گوگل به عنوان یک برنامه مستقل روی سیستم‌عامل iOS نیز منتشر شد.
در همان سال ۲۰۱۷، پس از انتشار کیت توسعه نرم‌افزار (SDK)، دستیار گوگل به طور چشمگیری توسعه پیدا کرد و به بسیاری از دستگاه‌ها از جمله خودروها و لوازم خانگی  هوشمند اضافه شد. یکی از ویژگی‌های جالب این دستیار این است که قابلیت‌های آن می‌تواند توسط توسعه‌دهندگان شخص ثالث نیز ارتقا یابد.
تا پایان سال ۲۰۱۷، دستیار گوگل روی بیش از ۴۰۰ میلیون دستگاه نصب شده بود.
اولین مانیتور هوشمند (بلندگوی هوشمند همراه با صفحه ویدیویی) که توسط دستیار گوگل پشتیبانی می‌شد، در  نمایشگاه بین‌المللی سی‌ئی‌اس ۲۰۱۸ معرفی شد. این مانیتور برای اولین بار در ژوئیه ۲۰۱۸ منتشر گردید و تجربه‌ای جدید در تعاملات صوتی و تصویری را ارائه داد.

## زبان ها
دستیار صوتی گوگل را می‌توان یکی از هوشمندترین دستیارهای صوتی موبایل دانست که سهم بزرگی در پلتفرم اندروید، پرطرفدارترین سیستم‌عامل موبایل جهان، دارد. یکی از ویژگی‌های برجسته این دستیار، توانایی پشتیبانی از چندین زبان است که به کاربران در سرتاسر جهان این امکان را می‌دهد که به راحتی با دستگاه‌های خود تعامل داشته باشند. گوگل به طور مستمر در تلاش است تا زبان‌های جدیدی را به دستیار خود اضافه کند و به همین دلیل هر ساله این فهرست گسترش می‌یابد.
با این حال، جالب است که با وجود زبان‌های نسبتاً گمنام یا هم‌رده زبان فارسی، زبان فارسی هنوز در این لیست پشتیبانی‌شده غایب است. این در حالی است که زبان‌های زیادی مانند عربی، چینی (سنتی و ساده)، و زبان‌های اروپایی مانند آلمانی، فرانسوی و اسپانیایی پشتیبانی می‌شوند. این موضوع نشان‌دهندهٔ تلاش گوگل برای گسترش قابلیت‌های دستیار خود به بازارهای مختلف است، اما در عین حال برای کاربران فارسی‌زبان این موضوع هنوز یک چالش به شمار می‌آید.
در حال حاضر، زبان‌های زیر در دستیار گوگل پشتیبانی می‌شوند:
- Chinese (Traditional)  زبان چینی سنتی که در مناطق مختلف از جمله تایوان و هنگ‌کنگ کاربرد دارد.
- Danish  زبان دانمارکی که در دانمارک و بخش‌هایی از کشورهای اسکاندیناوی صحبت می‌شود.
- Dutch  زبان هلندی که به‌طور عمده در هلند و بلژیک استفاده می‌شود.
- English (Australia, Canada, Singapore, UK, US)  انگلیسی با لهجه‌ها و تفاوت‌های خاص برای کشورهای مختلف نظیر استرالیا، کانادا، سنگاپور، بریتانیا و ایالات متحده آمریکا.
- French (Canada, France)  فرانسوی که هم در فرانسه و هم در کانادا، با لهجه‌های متفاوت، به کار می‌رود.
- German (Germany)  زبان آلمانی که یکی از زبان‌های مهم اروپا است و در آلمان به طور گسترده استفاده می‌شود.
- Hindi زبان هندی که یکی از زبان‌های اصلی هند است و توسط میلیون‌ها نفر صحبت می‌شود.
- Indonesian  زبان اندونزیایی که در اندونزی، بزرگ‌ترین کشور جنوب شرق آسیا، رایج است.
- Italian  زبان ایتالیایی که در ایتالیا و بخش‌هایی از سوئیس صحبت می‌شود.
- Japanese زبان ژاپنی که در ژاپن و برخی از جوامع ژاپنی‌زبان خارج از این کشور رایج است.
- Korean  زبان کره‌ای که در کره جنوبی و شمالی کاربرد دارد.
- Norwegian  زبان نروژی که در نروژ و برخی کشورهای اسکاندیناوی استفاده می‌شود.
- Portuguese (Brazil)  زبان پرتغالی به لهجه برزیلی که در برزیل رایج است.
- Russian  زبان روسی که یکی از زبان‌های اصلی منطقهٔ اوراسیا است.
- Spanish  زبان اسپانیایی که یکی از زبان‌های جهانی است و در بسیاری از کشورهای آمریکای لاتین و اسپانیا به کار می‌رود.
- Swedish  زبان سوئدی که در سوئد و برخی بخش‌های فنلاند به کار می‌رود.
- Thai  زبان تایلندی که در تایلند رایج است.
- Urdu  زبان اردو که در پاکستان و بخش‌هایی از هند گویش اصلی است.

این گسترش زبان‌ها به کاربران این امکان را می‌دهد تا از دستیار گوگل به راحتی استفاده کنند و تجربیات بهتری در تعامل با فناوری‌های روز داشته باشند. علاوه بر این، با استفاده از این زبان‌های متنوع، دستیار گوگل توانسته است خود را به یک ابزار جهانی تبدیل کند که نه تنها به عنوان یک دستیار هوشمند در زندگی روزمره افراد حضور دارد، بلکه در کسب‌وکارها و صنایع مختلف نیز کاربرد پیدا کرده است.
با این حال، با وجود پشتیبانی از زبان‌های مختلف، نبود زبان فارسیهنوز یکی از مشکلات مهم برای بسیاری از کاربران فارسی‌زبان است. گوگل در تلاش است تا این محدودیت را برطرف کرده و از زبان‌های بیشتری پشتیبانی کند تا دستیار گوگل برای طیف گسترده‌تری از کاربران قابل دسترس باشد.

## زبان هایی که قرار است به دستیار گوگل اضافه شوند
خیلی از زبان های این لیست نیز به تازگی افزوده شده است و در ادامه برنامه گوگل برای پشتیبانی از ۳۰ زبان توسط گوگل اسیستنت، زبان های زیر به آن اضافه خواهند شد:
- (Arabic (Egypt, Saudi Arabia
- Bengali
- (English (India, Indonesia, Ireland, Philippines, Thailand
- (German (Austria
- Gujarati
- Kannada
- Malayalam
- Marathi
- Polish
- (Spanish (Argentina, Chile, Colombia, Peru
- Tamil
- Telugu
- Turkish

هنوز درباره خط زمانی ارایه این زبان های جدید گوگل اسیستنت اطلاعی در دست نیست ولی می توان انتظار داشت که تا پیش از نیمه اول سال ۲۰۱۹ شاهد ارایه آن باشیم. 